# 2MASS J03101401-2756452
2MASS J03101401-2756452 ist ein Brauner Zwerg im Sternbild Fornax. Er wurde 2007 von Kelle L. Cruz et al. entdeckt. Er gehört der Spektralklasse L5 an.